# Pro Plus
Pro Plus d.o.o. je podjetje za televizijski menedžment, produkcijo izvirnih slovenskih televizijskih oddaj, predvajanje filmov mednarodnih studiev ter trženje oglasnega televizijskega časa. Pro Plus ustvarja komercialne televizijske programe POP TV, Kanal A, KINO, BRIO, OTO in Astra ter spletno stran 24ur.com in specializirane spletne strani Zadovoljna.si, Bibaleze.si, Cekin.si, Vizita.si, Moškisvet.com, Dominvrt.si in Okusno.je.  

## Pregled
Generalna direktorica je od septembra 2023 Stella Litou.
Pro Plus je oktobra 2011 začel ponujati storitev VOYO, prvi slovenski naročniški video na zahtevo. 

### Obiskanost portalov
24ur.com je bila oktobra 2013 s 751.950 različnimi uporabniki najbolj obiskana spletna stran v Sloveniji (glede na podatke raziskave Merjenja obiskanosti spletnih strani (MOSS)). Med dvajseterico najbolj obiskanih so se uvrstile še preostale spletnih strani Pro Plusa: Vizita.si z nasveti za zdravo življenje se je uvrstila na 6. mesto, Zadovoljna.si za zadovoljne ženske na 8. mesto,  Moškisvet.com za sodobnega moškega na 12. mesto, Bibaleze.si za starše in vse, ki bodo to še postali na 16. mesto, na 17. mesto Okusno.je, Cekin.si z nasveti in informacijami za osebne finance pa na 19 .mesto. Med najbolj priljubljene portale se je uvrstil tudi Voyo.si na 14. mestu.  

## Korporativna zgodovina
Pro Plus je hčerinsko podjetje skupine Central European Media Enterprises Ltd. (CME).
CME je nameraval Pro Plus prodati nizozemski družbi United Group (ki je imelo v Sloveniji sicer v lasti telekomunikacijsko podjetje Telemach), a je v začetku leta 2019 od namenov prodaje odstopil. Postopek je med drugim zaznamovalo dolgotrajno odločanje Agencije za varstvo konkurence.
Oktobra 2020 je lastništvo CME za 1,89 milijarde € od Time Warner prevzela češka skupina PPF v lasti Čeha Petra Kellerja. Prevzem je predhodno odobrila Evropska komisija. Ob prevzemu je bil preko Time Warner CME v lasti ameriške družbe AT&T, ki je imela neposredno v lasti 64 % lastniški delež, dejansko pa obvladovala 75 % CME.
Na medijsko hišo Pro Plus je bil 8. februarja 2022 zaznan kibernetski napad.